# 하길고등학교
하길고등학교(下吉高等學校)는 대한민국 경기도 화성시 향남읍 하길리에 있는 공립 고등학교이다.

## 학교 연혁
- 2016년 1월 4일 : 경기도 공립학교 설치 조례 공포(3년제 30학급)
- 2016년 3월 1일 : 하길고등학교 개교
- 2016년 3월 1일 : 초대 김대원 교장 취임
- 2016년 3월 2일 : 제1회 입학식(6학급 남 118명, 여 49명 계 167명)
- 2017년 2월 10일 : 펜싱부 창단
- 2024년 1월 4일 : 제6회 졸업 (289명)
- 2024년 3월 1일 : 제4대 김시만 교장 취임
- 2024년 3월 4일 : 제9회 입학식(11학급 신입생 남 165명, 여 187명 계 352명)

## 참고 자료
- 하길고등학교 - 한국교육학술정보원 학교알리미